# Чжоу Пэн (баскетболист)
Чжоу Пэн (кит. упр. 周鹏; род. 11 октября 1989 года, Даньдун, Ляонин) — китайский профессиональный баскетболист, в настоящее время выступает за клуб китайской баскетбольной ассоциации «Шэньчжэнь Леопардс» и национальную сборную Китая. Выступает на позициях лёгкого форварда.

## Карьера

### Клубная карьера
В 1997-2004 годах играл за школьную команду родного города Даньдун. В марте 2004 года перешёл в молодёжный состав «Гуандун Саузерн Тайгерс» Чжоу Пэн дебютировал за основной состав «Гуандуна» в 2006 году в возрасте 16 лет. В сезоне 2009-10 Китайской баскетбольной ассоциации игрок в среднем набирал 11,1 очков и 3,4 подбора за игру. Помог команде выиграть три титула чемпиона КБАs.

### Международная карьера
Чжоу Пэн выступает за национальную сборную Китая. После нескольких матчей за молодёжную команду, в которую игрок пришёл в апреле 2004 года, игрок дебютировал на международной арене на чемпионате мира 2010 года в Турции.

## Достижения
Китай:
- Чемпион Азиатских игр : 2010

 Гуандун Саузерн Тайгерс:
- Чемпион Китайской баскетбольной ассоциации : 2006, 2008, 2009, 2010, 2011
- Серебряный призёр КБА : 2007, 2012

## Личная жизнь
В 2005 году Чжоу Пэн поступил в Гуандунский технологический университет.